# Scenopinus valgus
Scenopinus valgus is een vliegensoort uit de familie van de venstervliegen (Scenopinidae). De wetenschappelijke naam van de soort is voor het eerst geldig gepubliceerd in 1944 door D.E. Hardy.